# Kendrick Meek
Pour les articles homonymes, voir Meek.
Kendrick Brett Meek, né le 6 septembre 1966 à Miami (Floride), est un homme politique américain, membre du Parti démocrate et représentant du 17e district de Floride à la Chambre des représentants des États-Unis de 2003 à 2011.

## Biographie
En 2003, il entre à la Chambre des représentants des États-Unis en reprenant le siège de sa mère, Carrie Meek.

## Opinions politiques
Il est membre du groupe modéré des Nouveaux démocrates.
Il s'oppose au Federal Marriage Amendment qui définit le mariage comme l'union d'un homme et d'une femme et qui interdit toute reconnaissance fédérale d'autres formes d'unions que celle-ci.
Meek est également l'un des défenseurs de la hausse du salaire minimum aux États-Unis.
Le 29 septembre 2008, il vote contre le plan Paulson.

## Candidature au Sénat des États-Unis
Le 13 janvier 2009, Meek annonce qu'il est candidat à la prochaine élection sénatoriale de Floride.
Un sondage le donne gagnant face au sénateur Martinez qui finalement décide de ne pas se représenter. Le gouverneur de Floride Charlie Crist décide de se présenter et Meek est désormais loin derrière dans les sondages. Crist perd la primaire républicaine face à Marco Rubio et l'élection se dispute entre les 3 candidats. Rubio l'emporte avec 48,9 % des voix devant Crist (29,71 %) et Meek (20,19 %).

## Référence
1. ↑  (en) Secrétariat d'État de Floride